# 天野利彦
天野 利彦（あまの としひこ、1933年2月3日 - 2019年4月18日）は、日本の演出家。

## 来歴
愛知県出身。日本大学藝術学部を卒業後、東映東京撮影所に入社。『特別機動捜査隊』などの東映テレビプロ作品に助監督として参加し、1967年12月20日放送の第321話『八人の女』で監督デビューを果たし、番組終了まで86本以上を演出。続く『特捜最前線』ではメイン監督として132本演出した。
『特捜』終了後は約1年ブランクを置いたあとに『ベイシティ刑事』(2本担当)で同枠に復帰、後続の『はぐれ刑事純情派』（87本担当）、『さすらい刑事旅情編』（50本担当）、『風の刑事・東京発!』（8本担当）といった刑事ドラマシリーズに長期に携わった。『はぐれ刑事』『さすらい刑事』の全テレビシリーズに監督として携わったのは天野が唯一であり、東映テレビプロ制作の刑事ドラマシリーズの監督本数は365本以上に及んだ。
『特別機動捜査隊』のエピソード『空から来た男』に代表されるようにスリリングな演出で、『ベイシティ刑事』においてアクション物を得意とするフリーの監督陣が作品世界を手堅くまとめていく中、唯一撮影所専属としてその異彩さを放っていた。
70歳を越えても精力的に作品を撮り続け、38年の長きに渡り監督として活躍し続けてきたが、2005年に17年続いたライフワークの『はぐれ刑事』シリーズの終了を機に第一線を退き、事実上引退した。
2019年4月18日、死去。86歳没。

## エピソード
- 天野の下で助監督として付いていた藤井邦夫によると、女優が泣きながらディスコで踊るというシーンがうまく撮れなかった時、天野はつかつか女優の下に歩み寄り頭を台本で叩いた。女優がそれでワッと泣き出すとすかさず「よし踊れ！」と指示してカメラを回したという。女優が泣きながら踊り終え、シーンを撮影し終わった後に「なぁんだ、ちゃんと踊れるじゃないか」と平然と言い放ったとのこと。藤井は「本当に無茶をする監督だよな…」と内心冷汗をかいたという。
- 1977年に『特捜最前線』がスタートした際に天野は番組ローテーションに入っておらず[1]、その時天野は同時期に放送されていた特撮作品の『ロボット110番』に監督として参加していた。そんな時に、東映の深沢道尚プロデューサーから『特捜』への参加要請が来てまずは1本をテストで撮ることになった。その後天野が演出した作品の出来がプロデューサーらに気に入られ、以降番組終了までメイン監督として携わり多くの演出を担当した。
- ニックネームは当時のテレビ朝日プロデューサーの高橋正樹が命名した「東洋の神秘」。
- 天野が『特捜』で最も信頼していた役者は大滝秀治だった。またその大滝からも「天野さんの演出は泥臭い。けどその泥臭さが洗練されている」との評価を受けており、他の役者から天野に対する愚痴を聞くことがあっても「あの人（天野）は、監督として優秀だからいいんだよ」と逆に擁護したという。
- 横光克彦や三ツ木清隆などの証言によると、役者間からは怖くて厳しい監督として通っていたという。とあるエピソードでまったく演技が出来なかった横光に何度もダメを出し「明日も駄目なら、この役は別の刑事にやらせるよ！」と言い放ったり、三ツ木の演技に納得が行かなかった際には20回以上も撮り直しを言い渡したこともあり、監督としての厳しさがあった。
- 『特捜最前線』に途中参加した桜木健一が台詞や演技に関する様々な提案を天野に話しても、ほとんど拒否されたとのこと。桜木は「非常に頑固な監督だった」と後に述懐している。また西田健によると天野は非常に口下手であったともいうが、そこがまた職人肌を感じさせて音楽の使い方が抜群に良い監督であったとのことである。
- 一方で『はぐれ刑事純情派』をプロデュースしていた島田薫によると、後年の天野は温厚な監督であったとのことである。また役者がNGを連発して現場がピリビリムードになっていた中、天野が突然大きなくしゃみをして雰囲気を和ませて無事に撮影を終えたエピソードもある。
- 長坂秀佳が著書『長坂秀佳術』で「天野監督は情緒的な演出が本当に上手かったからね。また俺からわざわざ言わなくても通じ合う部分もあるんだよ。俺とはゴールデンコンビと呼ばれていたからね。出来れば『特捜』のラスト3本も天野監督に撮って欲しかったんだけどね」と語るほど、天野への信頼は絶大なものがあった。
- 天野も『特捜最前線』では長坂や塙五郎への信頼は厚かったが、シナリオの出来に納得が行かなかった場合には容赦なく厳しかった。とある前後編のシナリオを自身で目を通してみて「気に食わないな」と判断した天野は、ライターの阿井渉介（当時は文瓶）をロケ先の旅館まで呼び出し、ロケ当日の朝まで脚本を書き直させた。しかしその改訂稿も気に入らなかったので、結局仕方なく元のシナリオで撮影を敢行した。この件を後で知ったプロデューサーは天野を叱責したという。
- 『特捜最前線』DVDセレクションVol.4には天野自薦という触れ込みで、第380話「老刑事・対決の72時間!」、第399話「少女・ある愛を探す旅!」が収録された。ただしインタビューでは自身の『特捜』の会心作について聞かれた時には「特には無いなぁ。でも強いて言うなら『子供の消えた十字路』かもね」と答えていた。

## 主な監督作品

### テレビ(連続)
- 特別機動捜査隊（1961 - 1977年、東映・テレビ朝日）※1967年12月に監督デビュー
- ロボット110番（1977年、東映・テレビ朝日）
- 特捜最前線（1977 - 1987年、東映・テレビ朝日）
- ベイシティ刑事（1987-1988年、東映・テレビ朝日）
- はぐれ刑事純情派(シリーズ1)※以下♯（1988年、東映・テレビ朝日）
- さすらい刑事旅情編(シリーズ1)※以下♯（1988-1989年、東映・テレビ朝日）
- はぐれ刑事純情派♯2（1989年、東映・テレビ朝日）
- さすらい刑事旅情編♯2（1989 - 1990年、東映・テレビ朝日）
- はぐれ刑事純情派♯3（1990年、東映・テレビ朝日）
- さすらい刑事旅情編♯3（1990 - 1991年、東映・テレビ朝日）
- はぐれ刑事純情派♯4（1991年、東映・テレビ朝日）
- さすらい刑事旅情編♯4（1991 - 1992年、東映・テレビ朝日）
- はぐれ刑事純情派♯5（1992年、東映・テレビ朝日）
- さすらい刑事旅情編♯5（1992 - 1993年、東映・テレビ朝日）
- はぐれ刑事純情派♯6（1993年、東映・テレビ朝日）
- さすらい刑事旅情編♯6（1993 - 1994年、東映・テレビ朝日）
- はぐれ刑事純情派♯7（1994年、東映・テレビ朝日）
- さすらい刑事旅情編♯7（1994 - 1995年、東映・テレビ朝日）
- はぐれ刑事純情派♯8（1995年、東映・テレビ朝日）
- 風の刑事・東京発!（1995 - 1996年、東映・テレビ朝日）
- はぐれ刑事純情派♯9（1996年、東映・テレビ朝日）
- はぐれ刑事純情派♯10（1997年、東映・テレビ朝日）
- はぐれ刑事純情派♯11（1998年、東映・テレビ朝日）
- はぐれ刑事純情派♯12（1999年、東映・テレビ朝日）
- はぐれ刑事純情派♯13（2000年、東映・テレビ朝日）
- はぐれ刑事純情派♯14（2001年、東映・テレビ朝日）
- はぐれ刑事純情派♯15（2002年、東映・テレビ朝日）
- はぐれ刑事純情派♯16 (2003年、東映・テレビ朝日）
- はぐれ刑事純情派♯17 (2004年、東映・テレビ朝日）
- はぐれ刑事純情派ファイナル (2005年、東映・テレビ朝日）

### テレビ(単発)
- 『怪奇ロマン劇場』第9話「湖畔の妖女」（1969年、東映・テレビ朝日）
- 菊村到の暗い穴の底で（1981年、東映・テレビ朝日）脚本:長坂秀佳
- オジロの海（1990年、GMプロモーション・テレビ東京）脚本:長坂秀佳
- 車椅子の弁護士・水島威(4)　ふたりの夫を殺した女!（1997年、国際放映・テレビ朝日）※土曜ワイド劇場枠
- はぐれ刑事純情派新春スペシャル（2000年、東映・テレビ朝日）

## 関連人物
- 中井義
- 小川記正
- 藤井邦夫
- 長坂秀佳
- 塙五郎
- 辻理
- 桑原秀郎
- 斉藤頼照
- 深沢道尚
- 武居勝彦
- 東一盛
- 島田薫
- 高橋正樹
- 五十嵐文郎